# Dino Porrini
Dino Porrini (né le 26 mars 1953 à Volta Mantovana) est un coureur cycliste italien. 

## Biographie
Il a été professionnel de 1978 à 1980, remportant deux victoires dont une étape du Tour d'Italie 1979.

## Palmarès

### Palmarès amateur
- 1972
  - 3e du Piccola Sanremo
- 1973
  - Grand Prix de Roncolevà
- 1974
  - Trofeo Nicola Pistelli
  - Grand Prix de Roncolevà
  - Giro delle Due Province
  - Trofeo Vitulano
- 1975
  - Milan-Busseto
  - Coppa Caduti Nervianesi
  - 3e de la Coppa San Geo
- 1976
  - Coppa Città di Melzo
  - Trofeo Francesco Gennari
  - 3e du Tour des régions italiennes
- 1977
  - Freccia dei Vini
  - Grand Prix Agostano
  - 2e du championnat d'Italie de poursuite amateurs
  -  Médaillé d'argent du championnat du monde du contre-la-montre par équipes

### Palmarès professionnel
- 1978
  - 1re étape de la Ruota d'Oro
  - 2e du Trophée Laigueglia
- 1979
  - 13e étape du Tour d'Italie

## Résultats sur les grands tours

### Tour d'Italie
2 participations
- 1978 : abandon
- 1979 : 108e, vainqueur de la 13e étape